# Fruktans lön (film, 1977)
Fruktans lön (engelska: Sorcerer) är en amerikansk thrillerfilm från 1977. Den är en nyinspelning av den franska filmen Fruktans lön från 1953. Filmen är regisserad av William Friedkin. Musiken gjordes av bandet Tangerine Dream.
Filmen handlar om dödsföraktande lastbilsförare med uppdrag att transportera en last fylld med livsfarlig nitroglycerin.
Filmen gick skyhögt över budget och blev en stor flopp, i bjärt kontrast mot Friedkins tidigare filmer.

## Rollista (i urval)
- Roy Scheider – Scanlon
- Bruno Cremer – Victor Manzon
- Francisco Rabal – Nilo